# A flor de piel (album Julio Iglesias)
A flor de piel è un album musicale pubblicato da Julio Iglesias nel 1974.

Si tratta di uno degli album che consacrarono il cantante spagnolo come uno dei principali interpreti latini nel panorama internazionale: l'album raggiunse infatti i primi posti in Europa, Canada, America Latina ed Asia.
L'album prende il nome del brano omonimo (noto in italiano come  Piccole, grandi cose), scritto dallo stesso Julio Iglesias insieme a Rafael Ferro e pubblicato anche come singolo nel 1975. Contiene inoltre altri brani famosi come  Manuela  e Desde que tú te has ido  (brano composto dalla cantautrice spagnola Cecilia, morta nel 1976, e noto anche nella versione dei Mocedades, oltre che nella versione in italiano dello stesso Julio Iglesias, intitolata  Da quando sei tornata) e una versione in spagnolo di  If I Love You So  di Don McLean.
L'album venne ripubblicato anche nel 1978 e nel 1983.

## Tracce
Lato A: 
1. A flor de piel  (Rafael Ferro – Julio Iglesias)  3:43
2. Vivir (I Need)  (Danny Daniel – Donna Hightower)  3:10
3. Dícen (Cecilia – Fuentes – Julio Iglesias) 3:51
4. Manuela  (Manuel Alejandro – Ana Magdalena)  3:26
5. Un adiós a media voz (Cecilia – Manuel Ferro – Julio Iglesias)  3:34

Lato B: 
1. Te quiero así (If I Love You So) (Don McLean)  3:29
2. Por el amor de una mujer (Danny Daniel – Sonny Marti)  3:50
3. Desde que tú te has ido  (Cecilia)  3:16
4. Aún me queda la esperanza (Rafael Ferro – Juan Erasmo Mochi)  2:41
5. En cualquier parte (Another Time, Another Place) (Julio Iglesias – Mike Leander – Eddie Seago)  2:56